# Casa de Téllez-Girón
La Casa de Téllez-Girón es un linaje nobiliario español (de la Corona de Castilla), procedente de la casa de Girón y vinculado con la casa de Pacheco. El apellido Téllez-Girón proviene de la unión de los apellidos del matrimonio formado por María Téllez de Meneses (de la casa de Meneses) y Gonzalo Ruiz Girón. A este linaje pertenecieron los señores de la Casa de Osuna: condes de Ureña, duques de Osuna y marqueses de Peñafiel.

## Escudo de Armas
Escudo medio partido y cortado: 
- Primer cuartel: en campo de gules un castillo de oro aclarado de azur (Castilla);
- Segundo cuartel: en campo de plata un león rampante de gules, coronado de oro (León);
- Tercer cuartel: en campo de oro tres girones de gules movientes de la punta (Girón);
- Bordura del escudo ajedrezado en tres órdenes de oro y gules, con cinco escudetes de azur cargado cada uno de cinco besantes de plata, puestos en aspa.

## Títulos de nobleza otorgados originalmente a los Téllez-Girón
- Condado de Ureña, creado a favor de Alfonso Téllez Girón, señor de Urueña, el 25 de mayo de 1464 por el rey Enrique IV;
- Ducado de Osuna, creado a favor de  Pedro Téllez-Girón y de la Cueva, V conde de Ureña, el 5 de octubre de 1562 por el rey Felipe II;
- Marquesado de Peñafiel, creado a favor de  Juan Téllez-Girón y Guzmán, II duque de Osuna y VI conde de Ureña, el 1 de octubre de 1568 por el rey Felipe II.

La casa de Telléz-Girón (Osuna) abosrvió a la casa de Benavente en la descendencia de Pedro de Alcántara Téllez-Girón y Pacheco, IX duque de Osuna, que casó en 1771 con María Josefa Pimentel y Téllez-Girón, XII duquesa de Benavente. En 1780, con la muerte del XI duque de Arcos, Antonio Ponce de León, la casa de Arcos fue heredada por dicha duquesa de Benavente, por lo que en su descendencia también quedó incorporada a la casa de Osuna. La casa ducal fue creciendo en importancia y riqueza, y en el siglo XIX era la casa nobiliaria más importante de España, al reunirse en la persona del duque de Osuna veinte grandezas de España y, entre otros títulos, los ducados de Arcos, de Béjar, de Benavente, de Gandía, del Infantado, de Medina de Rioseco, de Pastrana, de Plasencia, de Lerma, de Estremera, de Francavilla, y de Mandas y Villanueva. Estos trece ducados fueron ostentados junto con doce marquesados, trece condados y un vizcondado.

## Los Téllez-Girón miembros de la Orden del Toisón de Oro
Varios Téllez-Girón fueron investidos como caballeros de la Orden del Toisón de Oro:
- Pedro Téllez-Girón y Velasco, III duque de Osuna, en 1608;
- Pedro Téllez Girón, VIII duque de Osuna, en 1779;
- Pedro de Alcántara Téllez-Girón, IX duque de Osuna, en 1794;
- Mariano Téllez Girón, XII duque de Osuna, en 1861.

## Personajes destacados
- Alfonso Téllez Girón de las Casas, primer conde de Ureña.
- Juan Téllez-Girón de las Casas, segundo conde de Ureña.
- Pedro Girón y Velasco, tercer conde de Ureña.
- Juan Téllez-Girón, el Santo, cuarto conde de Ureña.
- Pedro Téllez-Girón y de la Cueva, primer duque de Osuna e hijo del anterior.
- Pedro Téllez-Girón y Velasco, el Gran Duque de Osuna.
- Pedro de Alcántara Téllez Girón, duque de Osuna.